# The Bravery of Being Out of Range
„The Bravery of Being Out of Range“ je jedenáctý singl britského baskytaristy a zpěváka Rogera Waterse, jednoho ze spoluzakladatelů skupiny Pink Floyd. Singl byl vydán na podzim 1992 (viz 1992 v hudbě).
Singl, který pochází z Watersova alba Amused to Death, byl vydán na dvanáctipalcové EP desce a na CD, přičemž na obou verzích se nachází shodné skladby. A strana obsahuje píseň „The Bravery of Being Out of Range“, B strana další dvě skladby z téhož alba „What God Wants, Part 1“ a „Perfect Sense, Part 1“.

## Seznam skladeb
1. „The Bravery of Being Out of Range“ (Waters) – 4:43
2. „What God Wants, Part 1“ (Waters) – 6:00
3. „Perfect Sense, Part 1“ (Waters) – 4:16